# Episodi di Even Stevens (prima stagione)
La prima stagione della serie televisiva Even Stevens è stata trasmessa in anteprima negli Stati Uniti d'America da Disney Channel tra il 17 giugno 2000 e il 23 febbraio 2001.
| nº | Titolo originale         | Titolo italiano                       | Prima TV USA      | Prima TV Italia |
| -- | ------------------------ | ------------------------------------- | ----------------- | --------------- |
| 1  | Swap.com                 |                                       | 17 giugno 2000    |                 |
| 2  | Stevens Genes            | Gli Stevens sono dei geni             | 24 giugno 2000    |                 |
| 3  | Take My Sister... Please | Voglio un'altra sorella...per favore! | 1º luglio 2000    |                 |
| 4  | What'll Idol Do?         | Che cosa devo fare Idol?              | 8 luglio 2000     |                 |
| 5  | All About Yvette         | So tutto su Yvette!                   | 15 luglio 2000    |                 |
| 6  | Louis in the Middle      | Louis c'entra qualcosa...             | 22 luglio 2000    |                 |
| 7  | Foodzilla                | È arrivato Foodzilla                  | 26 agosto 2000    |                 |
| 8  | Family Picnic            | Un picnic in famiglia                 | 2 settembre 2000  |                 |
| 9  | Scrub Day                | Che giorno bruttissimo                | 23 settembre 2000 |                 |
| 10 | Easy Way                 | In modo semplice                      | 30 settembre 2000 |                 |
| 11 | Secrets and Spies        | Spie e segreti                        | 7 ottobre 2000    |                 |
| 12 | Deep Chocolate           | Nel profondo della cioccolata         | 3 novembre 2000   |                 |
| 13 | After Hours              | Dopo parecchie ore...                 | 17 novembre 2000  |                 |
| 14 | Battle of the Bands      | La battaglia delle band               | 24 novembre 2000  |                 |
| 15 | Heck of a Hanukkah       |                                       | 1º dicembre 2000  |                 |
| 16 | Luscious Lou             |                                       | 15 dicembre 2000  |                 |
| 17 | Get a Job                |                                       | 5 gennaio 2001    |                 |
| 18 | Movie Madness            |                                       | 26 gennaio 2001   |                 |
| 19 | Strictly Ballroom        |                                       | 2 febbraio 2001   |                 |
| 20 | Almost Perfect           |                                       | 9 febbraio 2001   |                 |
| 21 | A Weak First Week        |                                       | 23 febbraio 2001  |                 |